# Saison 5 de Friends
Chronologie
Saison 4 Saison 6
Cet article présente les épisodes de la cinquième saison de la série télévisée américaine Friends.

## Synopsis
Dans la saison 5, Monica et Chandler essaient de garder en secret leur relation auprès de leurs amis. Phoebe donne naissance à des triplés dans le 100e épisode de la série. Un garçon, Frank Jr. Jr. et deux filles, Leslie et Chandler.
Emily s'est enfuie juste après la cérémonie et Ross ne la trouve plus. Il retourne aux États-Unis et fait tout pour sauver leur relation. Emily est excessivement jalouse de Rachel. Pour sauver son mariage, Ross accepte de ne plus voir Rachel. Il doit aussi changer d'appartement et vendre tous ses meubles. Cependant, il se rend compte qu'Emily ne lui fait plus confiance et qu'ils ne peuvent pas continuer ainsi : ils décident de divorcer.
La relation entre Chandler et Monica continue malgré leur retour aux États-Unis et devient de plus en plus sérieuse. Ils réussissent à garder le secret jusqu'à ce qu'ils s'organisent un week-end en amoureux qui tourne mal et à la suite duquel Joey découvre la vérité. Seulement, il accepte de garder le silence et les aide même à cacher leur secret aux autres.
Ross n'a pas pu garder son appartement. Il vit pendant un temps chez Chandler et Joey, puis réussit à obtenir l'appartement du « gros tout nu » en face de chez Monica. Rachel surprend une conversation entre Monica et Chandler et apprend la vérité mais n'en parle qu'à Joey. Phoebe surprend elle aussi les amoureux à travers la fenêtre de l'appartement de Ross (à travers laquelle on voit tout ce qui se passe chez Monica) et à la suite d'une longue « blague » où Phoebe et Chandler font semblant de flirter, Monica et Chandler avouent aux trois autres leur amour (c'est aussi la première fois que Chandler dit à Monica qu'il l'aime). Peu de temps après, Ross découvre lui aussi la vérité en regardant par sa fenêtre et se rend compte qu'il est le seul à ne pas être au courant. Après un accès de colère, il accepte la relation entre son meilleur ami et sa sœur.
De son côté, Phoebe a une relation sérieuse avec Gary, un inspecteur de police, qui lui propose d'emménager avec lui, en dépit du fait qu'ils ne se fréquentent que depuis peu de temps. D'abord réticente, elle finit par accepter pour faire plaisir à Gary. Mais leur histoire prend fin, lorsqu'un matin, il tue un oiseau avec son revolver.
Tandis que Ross, qui reprenait peu à peu gôut à la vie après son second divorce, apprend le remariage d'Emily et se montre contrarié par la nouvelle, Rachel vit une courte histoire avec Danny, un voisin de palier. Histoire qui s'achève à la suite du malaise perceptible de Rachel face à la relation fusionnelle de Danny et sa sœur.
Joey obtient un rôle dans un film et part à Las Vegas pour le tournage, convaincu que le projet sera un succès, malgré les mises en garde de Chandler. Ses amis décident de le rejoindre là-bas par surprise et découvrent que le tournage du film a été annulé, faute de moyens. On découvre ensuite que Monica est allée manger avec Richard, son ex petit ami, et le dit à Phoebe tout en la suppliant de ne rien révéler à Chandler. Mais dans l'avion que les conduit à Vegas, il apprend la vérité à la suite d'une maladresse de Phoebe. De ce fait Chandler en veut à Monica et refuse qu'elle revoit une nouvelle fois Richard. Tout s'arrange grâce à Phoebe. Chandler et Monica décident de se marier à Las Vegas mais lorsqu'ils vont à l'église, ils découvrent Ross et Rachel en jeunes mariés ivres.

## Distribution

### Acteurs principaux
- Jennifer Aniston : Rachel Green
- Courteney Cox : Monica Geller
- Lisa Kudrow : Phoebe Buffay
- Matt LeBlanc : Joey Tribbiani
- Matthew Perry : Chandler Bing
- David Schwimmer : Ross Geller

### Acteurs récurrents
- Elliott Gould : Jack Geller
- Christina Pickles : Judy Geller
- Jane Sibbett : Carol Willick
- Jessica Hecht : Susan Bunch
- James Michael Tyler : Gunther

### Invités
- Giovanni Ribisi : Frank Jr Buffay (épisode 3)
- Sam Anderson : Docteur Harad (épisode 3)
- Debra Jo Rupp : Alice (épisode 3)
- Patrick Fabian : Dan l'infirmier (épisode 3)
- Iqbal Theba : Le docteur de Joey (épisode 3)
- T. J. Thyne : Docteur Oberman (épisode 3)
- Brenda Isaacs-Booth : l'infirmière (épisode 3)
- Heidi Beck : L'infirmière de la salle de travail (épisode 3)
- Helen Baxendale : Emily Waltham (épisode 4)
- Gary Collins : Lui-même (épisode 4)
- Sandra Thigpen : La responsable du stage (épisode 4)
- John R. McLaughlin : Le volontaire à PBS (épisode 4)
- Christopher Liam Moore : Le réceptionniste de l'hôtel (épisode 5)
- George Newbern : Danny, le yeti (épisode 7)
- James Michael Tyler : Gunther (épisode 7)
- Gregory Sporleder : Larry (épisode 7)
- Doug Benson : Tom (épisode 7)
- Joshua Preston : Chandler enfant (épisode 8)
- Alec Mapa : Domestique de la famille Bing (épisode 8)
- Michael Winters : Médecin de l’hôpital (épisode 8)
- Morgan Fairchild : Nora Tyler Bing (épisode 8)
- Douglas : Pompier, brancardier de Chandler et vampire dans une vidéo X (épisode 8)

## Épisodes

### Épisode 1:Celui qui avait dit Rachel
- États-Unis : 24 septembre 1998
- France : 10 janvier 1999 sur Canal Jimmy, puis le 10 mars 1999 sur France 2

- États-Unis : 31,1 millions de téléspectateurs[1] (première diffusion)

- Helen Baxendale (Emily Waltham)
- Elliott Gould (Jack Geller)
- Christina Pickles (Judy Geller)
- Tom Conti (Stephen Waltham)
- Jennifer Saunders (Andrea Waltham)
- Peter Eyre (le greffier)

Ross a dit "Rachel" devant l’autel. Humiliée, Emily prend la fuite après une dispute. Phoebe est toujours à New York, en fin de grossesse et seule. Rachel essaie de trouver comment régler la situation avec Ross ; celui-ci finit par lui proposer un voyage à deux en Grèce. Elle accepte, mais Emily arrive au dernier moment et Rachel, finalement, part seule.

### Épisode 2:Celui qui embrassait
- États-Unis : 1er octobre 1998
- France : 17 janvier 1999 sur Canal Jimmy, puis le 17 mars 1999 sur France 2

- États-Unis : 25,4 millions de téléspectateurs[1] (première diffusion)

Zen Gesner (Dave)

### Épisode 3:Celui qui a des triplés
- États-Unis : 8 octobre 1998
- France : 24 janvier 1999 sur Canal Jimmy, puis le 24 mars 1999 sur France 2

- États-Unis : 26,8 millions de téléspectateurs[1] (première diffusion)

- Giovanni Ribisi (Frank Buffay Jr.)
- Debra Jo Rupp (Alice Knight Buffay)
- Iqbal Theba (docteur de Joey)
- T.J. Thyne (Dr. Oberman)
- Sam Anderson (Dr. Harad)
- Patrick Fabian (Dan)

### Épisode 4:Celui qui accepte l'inacceptable
- États-Unis : 15 octobre 1998
- France : 31 janvier 1999 sur Canal Jimmy, puis le 23 juin 2000 sur France 2

- États-Unis : 24,1 millions de téléspectateurs[1] (première diffusion)

- Helen Baxendale (Emily Waltham)
- Gary Collins (lui-même)

### Épisode 5:Celui qui rate son week-end
- États-Unis : 29 octobre 1998
- France : 7 février 1999 sur Canal Jimmy, puis le 7 avril 1999 sur France 2

- États-Unis : 25,9 millions de téléspectateurs[1] (première diffusion)

### Épisode 6:Celui qui a du mal à se taire
- États-Unis : 5 novembre 1998
- France : 14 février 1999  sur Canal Jimmy, puis le 14 avril 1999 sur France 2

- États-Unis : 25,0 millions de téléspectateurs[1] (première diffusion)

- Helen Baxendale (Emily Waltham)
- George Newbern (Danny)

### Épisode 7:Celui qui emménage
- États-Unis : 12 novembre 1998
- France : 21 février 1999  sur Canal Jimmy, puis le 21 avril 1999 sur France 2

- États-Unis : 24,4 millions de téléspectateurs[1] (première diffusion)

George Newbern (Danny)

### Épisode 8:Celui qui avait des souvenirs difficiles à avaler
- États-Unis : 19 novembre 1998
- France : 28 février 1999 sur Canal Jimmy, puis le 28 avril 1999 sur France 2

- États-Unis : 23,9 millions de téléspectateurs[1] (première diffusion)

- Elliott Gould (Jack Geller)
- Christina Pickles (Judy Geller)
- Morgan Fairchild (Nora Bing)
- Alec Mapa (The Housekeeper)

### Épisode 9:Celui qui s’est fait piquer son sandwich
- États-Unis : 10 décembre 1998
- France : 7 mars 1999 sur Canal Jimmy, puis le 5 mai 1999 sur France 2

- États-Unis : 23,0 millions de téléspectateurs[1] (première diffusion)

Michael Ensign (Dr. Ledbetter)
- Références à des œuvres littéraires : Phoebe participe à un cours de littérature avec Rachel, dans lequel est étudié Jane Eyre. Rachel n'a pas lu l'ouvrage, et pour le lui faire payer, Phoebe lui raconte que Jane Eyre est un cyborg, et indique au professeur que Rachel a un point de vue très intéressant sur l'œuvre. Naturellement, Rachel se ridiculise devant toute la classe, ce qui provoque une dispute entre les deux amies qui se résoudra rapidement. En fait, Phoebe se venge car au cours précédent, le livre à lire est Les Hauts de Hurlevent d'Emily Brontë (sœur de Charlotte Brontë) et Rachel ne l'a pas lu non plus. Phoebe lui raconte l'histoire et lui fait part de son interprétation personnelle sur le symbolisme de l'œuvre. Rachel prend la parole devant toute la classe en rapportant l'interprétation de Phoebe qu'elle prend à son compte d'où le sentiment d'énervement de Phoebe.

### Épisode 10:Celui qui avait une sœur un peu spéciale
- États-Unis : 17 décembre 1998
- France : 14 mars 1999 sur Canal Jimmy, puis le 12 mai 1999 sur France 2

- États-Unis : 23,7 millions de téléspectateurs[1] (première diffusion)

- George Newbern (Danny)
- June Gable (Estelle Leonard)
- Lee Arenberg (The Man)

### Épisode 11:Celui qui prenait de bonnes résolutions
- États-Unis : 7 janvier 1999
- France : 21 mars 1999 sur Canal Jimmy, puis le 19 mai 1999 sur France 2

- États-Unis : 27,0 millions de téléspectateurs[1] (première diffusion)

- Sarah Peterson (Elizabeth Hornswoggle)
- Charles Thomas Allen (Ben Geller)
- John Christopher Allen (Ben Geller)

### Épisode 12:Celui qui riait différemment
- États-Unis : 21 janvier 1999
- France : 28 mars 1999 sur Canal Jimmy, puis le 9 juin 1999 sur France 2

- États-Unis : 24,8 millions de téléspectateurs[1] (première diffusion)

- Maggie Wheeler (Janice Litman)
- Sam McMurray (Doug)

- Dans la 6e minute, Joey fait allusion au film Vous avez un message (You've Got Mail) avec Tom Hanks et Meg Ryan, dans les rôles principaux.

### Épisode 13:Celui qui avait un sac
- États-Unis : 4 février 1999
- France : 4 avril 1999 sur Canal Jimmy, puis le 16 juin 1999 sur France 2

- États-Unis : 24,9 millions de téléspectateurs[1] (première diffusion)

Bob Balaban (Frank Buffay Sr.)

### Épisode 14:Celui qui découvre tout
- États-Unis : 11 février 1999
- France : 11 avril 1999 sur Canal Jimmy, puis le 23 juin 1999 sur France 2

- États-Unis : 27,7 millions de téléspectateurs[1] (première diffusion)

Michael Ensign (Dr. Ledbetter)

### Épisode 15:Celui qui prenait des coups
- États-Unis : 18 février 1999
- France : 18 avril 1999 sur Canal Jimmy, puis le 30 juin 1999 sur France 2

- États-Unis : 29,3 millions de téléspectateurs[1] (première diffusion)

- Willie Garson (Steve)
- Soleil Moon Frye (Katie)

### Épisode 16:Celui qui enviait ses amis
- États-Unis : 25 février 1999
- France : 25 avril 1999 sur Canal Jimmy, puis le 8 septembre 1999 sur France 2

- États-Unis : 26,0 millions de téléspectateurs[1] (première diffusion)

- Michael Rapaport (Gary)
- Aloma Wright (Vendeuse)

### Épisode 17:Celui qui ne savait pas se repérer
- États-Unis : 18 mars 1999
- France : 2 mai 1999 sur Canal Jimmy, puis le 22 septembre 1999 sur France 2

- États-Unis : 24,5 millions de téléspectateurs[1] (première diffusion)

- Michael Rapaport (Gary)
- Samantha Smith (Jane, la femme à la fenêtre)

### Épisode 18:Celui qui se sacrifiait
- États-Unis : 8 avril 1999
- France : 9 mai 1999 sur Canal Jimmy, puis le 29 septembre 1999 sur France 2

- États-Unis : 21,9 millions de téléspectateurs[1] (première diffusion)

- Joanna Gleason (Kim Clozzi)
- Jane Sibbett (Carol Willick)
- Matt Weinberg (Raymond)

### Épisode 19:Celui qui ne savait pas flirter
- États-Unis : 22 avril 1999
- France : 16 mai 1999 sur Canal Jimmy, puis le 6 octobre 1999 sur France 2

- États-Unis : 20,9 millions de téléspectateurs[1] (première diffusion)

Lilyan Chauvin (Grand-mère Tribbiani)

### Épisode 20:Celui qui sauvait des vies
- États-Unis : 29 avril 1999
- France : 23 mai 1999 sur Canal Jimmy, puis le 13 octobre 1999 sur France 2

- États-Unis : 19,6 millions de téléspectateurs[1] (première diffusion)

- Michael Rapaport (Gary)
- Helen Baxendale (Emily Waltham - voix)

### Épisode 21:Celui qui jouait à la balle
- États-Unis : 6 mai 1999
- France : 30 mai 1999 sur Canal Jimmy, puis le 20 octobre 1999 sur France 2

- États-Unis : 20,9 millions de téléspectateurs[1] (première diffusion)

Michael Rapaport (Gary)

### Épisode 22:Celui qui devait casser la baraque
- États-Unis : 13 mai 1999
- France : 6 juin 1999 sur Canal Jimmy, puis le 27 octobre 1999 sur France 2

- États-Unis : 21,3 millions de téléspectateurs[1] (première diffusion)

- John Kassir (Stanley)
- John C. McDonnell (The Grip)

### Épisode 23:Celui qui était à Las Vegas (1repartie)
- États-Unis : 20 mai 1999
- France : 13 juin 1999 sur Canal Jimmy, puis le 3 novembre 1999 sur France 2

- États-Unis : 25,9 millions de téléspectateurs[1] (première diffusion)

Thomas Lennon (Randall)

### Épisode 24:Celui qui était à Las Vegas (2epartie)
- États-Unis : 20 mai 1999
- France : 20 juin 1999 sur Canal Jimmy, puis le 10 novembre 1999 sur France 2

- États-Unis : 25,9 millions de téléspectateurs[1] (première diffusion)

Thomas Lennon (Randall)